# Mascha Vassena
Mascha Vassena (* 1970 in Mainz) ist eine deutsche Schriftstellerin. Ihre ersten Publikationen veröffentlichte sie unter dem Namen Mascha Kurtz.

## Leben
Mascha Vassena wuchs in Würzburg auf und studierte dort Kommunikationsdesign. Nebenbei organisierte sie die ersten Poetry Slams in der unterfränkischen Provinz und war Mitherausgeberin des inzwischen eingestellten Literaturmagazins Fisch. Von 1998 bis 2001 arbeitete sie als freie Journalistin in Hamburg.
Neben ihren literarischen Arbeiten schreibt sie Opernlibretti und Theaterstücke. Sie verfasste die Libretti zu den Opern Leib.wache und Schlaflos.
Mascha Vassena lebt heute im Tessin.

## Werke – Veröffentlichungen unter dem Namen Mascha Kurtz

### Einzelveröffentlichungen
- Räuber und Gendarm. Erzählungen. Liebeskind, München 2005. ISBN 978-3-935890-27-4.
- Wir sind’s. Erzählungen. SuKuLTuR, Berlin 2004. (= „Schöner Lesen“ Nr. 34.) ISBN 978-3-937737-38-6.

### In Anthologien (Auswahl)
- Erzählung in: 10. Open Mike. Allitera Verlag 2002. ISBN 978-3-935877-74-9.
- Erzählungen in: Hamburger Ziegel VIII, Jahrbuch für Literatur. Dölling und Galitz Verlag 2002. ISBN 978-3-935549-12-7.
- Das Verschwinden, Romanauszug. In: Die Stirn, die wir dem Leben bieten. Jahrbuch für Literatur 12, Brandes & Apsel 2006. ISBN 978-3-86099-524-2.
- Niemandsland, Erzählung. In: Im ganzen Land schön, Hrsg. Dieter Bachmann, Limmat-Verlag, Zürich 2006. ISBN 978-3-85791-499-7.
- Erzählungen in: Hamburger Ziegel IX, Jahrbuch für Literatur. Dölling und Galitz 2004. ISBN 978-3-935549-90-5.

### In Literaturzeitschriften (Auswahl)
- Erzählungen und Artikel unter anderem in Macondo, Bella triste, etcetera, Laufschrift, Kritische Ausgabe, SIC.

## Werke – Veröffentlichungen unter dem Namen Mascha Vassena

### Einzelveröffentlichungen
- Die Prophezeiung der Seraphim. Roman. Heyne Verlag 2012, ISBN 978-3-453-26749-7.
- Das Schattenhaus. Roman, Piper Verlag 2014, ISBN 978-3-492-96492-0.
- Das verschlossene Zimmer. Roman, Piper Verlag 2014, ISBN 978-3-492-97032-7.
- Das Mitternachtsversprechen. Roman, Piper Verlag 2014, ISBN 978-3-492-97389-2.

### Reihe „Moira Rusconi ermittelt. Ein Tessin-Krimi“
- Mord in Montagnola. Eichborn Verlag 2022, ISBN 978-3-8479-0102-0.
- Die Tote im Luganer See. Eichborn Verlag 2023, ISBN 978-3-8479-0134-1.

## Auszeichnungen
- 2001: Einjähriges Stipendium der Akademie Schloss Solitude
- 2002: Stipendium der Margarethenstiftung/Denkmalschmiede Höfgen
- 2002: Teilnahme am Open Mike der Literaturwerkstatt Berlin
- 2002: Literaturförderpreis der Stadt Hamburg
- 2002: Stipendium des Kulturzentrums NAIRS/Scuol, Schweiz

## Besprechungen
- Besprechung von Räuber und Gendarm in der taz